# Thomas Lamoise
Thomas Lamoise est un joueur français de volley-ball né le 13 février 1982 à Évreux (Eure). Il mesure 2,00 m et joue attaquant ou réceptionneur-attaquant. Il est le frère d'Olivier Lamoise.

## Clubs
| Club             | De        | À         |
| ---------------- | --------- | --------- |
| Martigues VB     | 2001-2002 | 2006-2007 |
| ČZU Prague       | 2007-2008 | 2007-2008 |
| Avignon VB       | 2008-2009 | 2010-2011 |
| Rennes Volley 35 | 2011-2012 | 2012-2013 |
| Arago de Sète    | 2013-2014 | 2017-2018 |

## Palmarès
- Coupe de France (1)
  - Vainqueur : 2012